# American Pie 2
American Pie 2 es una película de humor estadounidense de 2001, segunda parte de la saga American Pie. Fue escrita por Adan Herz (personajes, historia y guion) y David H. Steinberg (historia), y dirigida por James B. Rogers. La película retoma la historia de los cinco amigos de la primera película (Jim, Kevin, Oz, Finch y Stifler) mientras se juntan durante el verano después de su primer año de la universidad. Fue estrenada en los Estados Unidos el 10 de agosto de 2001 y ganó $145 millones en los Estados Unidos y $142 millones en todo el mundo con un presupuesto de $30 millones.

## Argumento
La película comienza con Jim (Jason Biggs) que termina su primer año en la universidad. Jim comienza a tener relaciones sexuales con una de sus amigas de la universidad como "sexo amigable de despedida" cuando se revela que esta es la primera vez que lo ha hecho desde el final de la primera película. Después de comportarse muy torpe frente a la chica, se revela que el papá de Jim (Eugene Levy) planea sorprender a su hijo con un paquete de seis cervezas cuando va a recogerlo a la universidad. El papá de Jim consigue la tarjeta para desbloquear la puerta y entra sin darse cuenta de ellos. En lugar de irse, el papá de Jim comienza a tratar de racionalizar el momento, al declarar que es perfectamente natural lo que hacen hasta que los padres de la chica y la mamá de Jim entran también.
Después de esto, Jim, Kevin (Thomas Ian Nicholas), Oz (Chris Klein) y Finch (Eddie Kaye Thomas) regresan a su ciudad natal de East Great Falls, Míchigan, para las vacaciones de verano después del primer año de universidad. Asisten a una fiesta organizada por Stifler (Seann William Scott), el fiestero payaso del colegio, pero no solo su nueva condición de estudiantes universitarios no les concede ningún éxito con las chicas locales, sino que la policía llega y termina con la fiesta. Kevin también tiene problemas cuando se encuentra con Vicky (Tara Reid) después de haber estado un año distanciados el uno del otro. Vicky quiere ser su amiga y Kevin le da la espalda, pero le preocupa que la pueda perder por completo. Desesperado, llama a su hermano (Casey Affleck) para que le de un consejo, quien le dice de ir a la playa y organizar una fiesta. Los chicos, se van a una casa alquilada en la playa en Grand Harbor, Míchigan, donde tienen la intención de pasar todo el verano, pero Kevin se ve obligado a invitar a Stifler con el fin de cubrir los costos.
Después de llegar a Grand Harbor, Kevin encuentra trabajo como pintor y decorador de una casa cercana. Stifler está intrigado por las dos sexys propietarias (Denise Faye y Lisa Arturo), que parecen ser lesbianas, y emocionado entra en su casa mientras están ausentes. Jim y Finch lo siguen, tratando de sacarlo, pero son capturados por las chicas, que quieren llamar a la policía. Pero después de que Stifler identifica su interés por su sexualidad, ellas insisten en los chicos hagan "igual por igual", cosas homosexuales en sí, a cambio de poder ver a las chicas hacer lo mismo. Oz y Kevin miran por una escalera y escuchan por el walkie-talkie lo que sucede. La conversación es accidentalmente transmitida y escuchada por muchas otras personas en el barrio (un tema recurrente a partir de la experiencia de la cámara web en la primera película). Después de esto, los chicos planean una fiesta enorme de verano en la casa, más grande que cualquier cosa que hayan hecho antes. Muchas historias simultáneas pasan al mismo tiempo, en el período previo a la fiesta. 
Nadia (Shannon Elizabeth), la chica de los sueños de Jim del último año de secundaria, viaja a los Estados Unidos y va a la playa para asistir a la fiesta. Jim pide ayuda sexual y asesoramiento a la friki Michelle Flaherty (Alyson Hannigan), su última cita de la graduación, que está ocupada en el campamento de las bandas. Mientras Jim se hace pasar por un miembro de la banda, el equipo de líderes lo confunden con Petey, un reputado trombonista que es especial, y lo llevan hacia el escenario delante de un público impaciente. Él se avergüenza por completo a sí mismo y a los miembros de la banda en frente de toda la multitud.
Más tarde en la noche, Jim decide poner una película porno que Stifler alquiló, pero utiliza accidentalmente pegamento en lugar de lubricante al masturbarse, quedando permanentemente pegado toda la mano a su pene y los calzoncillos. Exasperado, saca la cinta porno, pero esta termina pegada a la otra mano. Sin poder abrir la puerta, se sube por una ventana y se tropieza en la azotea, donde lo ve un vecino entrometido, y posteriormente es capturado por agentes de la policía confundidos. Él es apoyado en el hospital por su padre, donde le dan la noticia de que no podrá tener relaciones sexuales por lo menos durante una semana entera, la misma cantidad de tiempo antes de la fiesta. Sin embargo, para horror de Jim, Nadia aparece tempranamente, después de haberse aburrido de hacer turismo. El pene de Jim aún está gravemente herido, por lo que finge estar en una relación con Michelle para dejarla afuera a Nadia. Jim y Michelle rompen la "relación" una vez que él está listo para tener relaciones sexuales con Nadia, pero Michelle se entristece por ello, habiendo desarrollado sentimientos genuinos hacia Jim. Mientras tanto, Oz se siente solo y extraña a su novia Heather (Mena Suvari), que está ausente en España. Ellos comienzan a tener una erótica conversación por teléfono para expresar algo de su frustración, pero son interrumpidos, por primera vez cuando Oz recibe una llamada de número equivocado de un tipo que apenas entiende inglés, y segundo, cuando interviene Stifler molestando a Heather, y en ese momento ambos deciden colgar. Finch se ha involucrado en el arte sexual del tantra (algo que había encontrado en la habitación de la mamá de Stifler en la fiesta que dio este último), y afirma que a través del sexo tántrico, puede "hacer un orgasmo que dure días". Él está esperando pacientemente a que la mamá de Stifler (Jennifer Coolidge), que durmió con él al final de la primera película, aparezca para estar dispuestos a hacerlo de nuevo. Él piensa que se trata de ella cuando un vehículo llega después de que Stifler estaba hablando por teléfono, pero resulta ser Matt Stifler, el hermano pequeño (Eli Marienthal) de Stifler. Pasa la noche de la fiesta e intenta hablar y seducir a algunas chicas, pero no se acuesta con ninguna.
Finalmente, la fiesta comienza en la casa de la playa. Kevin ve a Vicky, pero se horroriza cuando la ve con un nuevo novio y se va a la playa solo. Oz, Finch, y Jim lo siguen, donde les confía a ellos que nunca se recuperó de la separación y que con la fiesta, iba a ser la esperanza de revivir su último año de la fiesta de graduación, en particular, dormir con Vicky en el final de la misma. Los chicos ayudan a Kevin a darse cuenta de que nunca va a suceder, y el cuarteto regresa a la casa cuando la fiesta se pone mejor. Heather aparece para deleite de Oz, y Stifler va a tener un trío con las hermosas vecinas que resultan no ser lesbianas, después de todo. Jim da un paseo por la playa con Nadia, y la lleva a un faro en el muelle, donde le revela que se ha enamorado de Michelle. Nadia está decepcionada de que Jim eligió una friki antes que ella, pero está feliz por el y le permite ir a buscar a Michelle, que está tocando en el campamento de bandas. Se cuela en el concierto con un trombón, al igual que antes, pero con mucha más confianza y agresión. De forma romántica besa a Michelle en frente de una multitud que aplaude.
Mientras tanto, el friki Sherman (Chris Owen) reflexiona en torno a la fiesta en un estado deprimido, después de haber abandonado a su mantra "Sherminator" de la primera película debido a su fracaso absoluto con las chicas y ser molestado por Jessica (Natasha Lyonne). Por casualidad, él comienza a hablar con la rechazada Nadia, que también está deprimida, y los dos congenian casi al instante. Nadia anima a Sherman para convertirse en el Sherminator una vez más, mostrando un deseo / fetiche para con los frikis, y con entusiasmo lo lleva a una habitación del segundo piso, donde Sherman pierde su virginidad, para sorpresa de Stifler. Entonces se muestran a las parejas dormir. En primer lugar, Oz junto con Heather, y luego con Jim y Michelle (Jim durmiendo como las mujeres y Michelle en la posición dominante) y, finalmente, a Stifler acostado en la cama con dos chicas, donde empieza a llorar de felicidad por su logro. La mañana después de la fiesta, un Mercedes Coupé con cristales polarizados se presenta en la casa. Finch se acerca a ver a la mamá de Stifler (Jennifer Coolidge), que finalmente ha aparecido. No pasa mucho tiempo antes de que Finch se meta en el coche y se va a la orilla del lago para tener sexo con ella, dejando a Jim, Kevin y Oz para que lo cubran con Stifler. A pesar de Finch, al saber que su nombre es Janine, en lugar de usarlo la llama "mamá de Stifler" cuando llega al orgasmo.

## Elenco
- Jason Biggs como Jim Levenstein.
- Thomas Ian Nicholas como Kevin Myers.
- Chris Klein como Chris "Oz" Ostreicher.
- Eddie Kaye Thomas como Paul Finch.
- Seann William Scott como Steve Stifler.
- Alyson Hannigan como Michelle Flaherty.
- Shannon Elizabeth como Nadia.
- Tara Reid como Victoria "Vicky" Lathum.
- Natasha Lyonne como Jessica.
- Mena Suvari como Heather Gardner.
- Chris Owen como Chuck Sherman.
- Eugene Levy como Noah Levenstein "Sr. Levenstein".
- Molly Cheek como Mamá de Jim.
- Denise Faye como Danielle.
- Lisa Arturo como Amber.
- Jennifer Coolidge como Jeanine Stifler (Mamá de Stifler).
- John Cho como John.
- Justin Isfeld como Justin.
- Eli Marienthal como Matt Stifler.
- Casey Affleck como Tom Myers.
- Joelle Carter como Natalie.
- Lee Garlington como Mamá de Natalie.
- Tsianina Joelson como Amy.

## Banda sonora
American Pie 2 (Music from the Motion Picture) es el nombre de la banda sonora de la película homónima de 2001, protagonizada por Jason Biggs. Fue producida bajo la discográfica Universal Records, con la producción de David Nessim Lawrence.
1. Blink-182 - "Everytime I Look For You"
2. Green Day - "Scumbag"
3. Left Front Tire - "Bring You Down"
4. American Hi-Fi - "Vertigo"
5. Uncle Kracker - "Split This Room in Half"
6. 3 Doors Down - "Be Like That" (Está editada para American Pie 2)
7. Alien Ant Farm - "Good (For a Woman)"
8. Angela Ammons - "Always Getting over You"
9. Jettingham - "Cheating"
10. Flying Blind - "Smokescreen"
11. Fenix*TX - "Phoebe Cates"
12. The Exit - "Susan"
13. Sum 41 - "Fat Lip"
14. Lucia Cifarelli - "I Will"
15. Oleander - "Halo"

Las siguientes canciones aparecen en la película pero no en el disco:
1. The Afghan Whigs - "Something Hot"
2. Sum 41 - "In too deep"
3. Us - "Place in the Sun"
4. The Lemonheads - "Mrs. Robinson"
5. Oleander - "Bruise"
6. Lit - "Last Time Again"
7. Libra presents Taylor - "Anomaly (Calling Your Name)"
8. American Hi-Fi - "Flavor of the Weak"
9. Hoi Polloi - "On My Mind"
10. Transmatic - "Blind Spot"
11. John Philip Sousa - "Gladiator March"
12. Hoagy Carmichael & Stuart Gorrell - "Georgia on My Mind"
13. Ali Dee - "In and Out"
14. Rafael Hernández Marín - "El Cumbanchara"
15. Michelle Branch - "Everywhere"
16. Weezer - "Hash Pipe"
17. Julius Wechter - "Spanish Flea"
18. Alien Ant Farm - "Smooth Criminal"
19. Toilet Böys - "Another Day in the Life"
20. The Offspring - "Want You Bad"
21. New Found Glory - "Hit or Miss"
22. Witness - "Here's One For You" (no está en los créditos)